# Thái Tư Bối
Thái Tư Bối (tiếng Trung: 蔡思貝, tiếng Anh: Sisley Choi Sze Pui; sinh ngày 6 tháng 2 năm 1991), nữ diễn viên và người dẫn chương trình Hong Kong. Cô là á quân của cuộc thi hoa hậu Hong Kong 2013, hiện là nghệ sĩ hợp đồng quản lý của TVB.

## Bối cảnh
Thái Tư Bối sinh ra ở Trung Sơn, Quảng Đông, lúc nhỏ sống ở Hong Kong, vì cha cô là cảnh sát nên ở tại ký túc xá cảnh sát Bắc Giác, từng theo học Tiểu học Bảo Huyết và Trung học Thánh Bảo Lục. Năm 13 tuổi, Thái Tư Bối tự mình đi du học ở New Zealand. Trong thời kỳ du học, vì kiếm tiền tiêu vặt nên cô đã nghĩ ra cách đặc biệt, tự mình đạp xe giúp bạn học đến thành phố mua bán, rửa xe..., cho nên từ nhỏ đã học được tính tự lập. Sau đó đến Đức học Dân tộc học tại Đại học Heidelberg, vì vậy biết được tiếng Đức, nhưng chưa hoàn thành khóa học đầu tiên năm 2013 thì quay về Hong Kong tham gia cuộc thi Hoa hậu Hong Kong. Cuối cùng thông qua Thư viện Quốc Lực ghi danh vào Đại học Quốc lập Bulacan Philippines, sau đó phương tiện truyền thông tiết lộ rằng tấm bằng tốt nghiệp được nhận sai lệch với lịch học và ngày nhập học, vì vậy gây tranh cãi bởi dân Hong Kong và giới truyền thông. Cha cô là một cảnh sát, từ nhỏ đối với Thái Tư Bối dạy dỗ nghiêm khắc, khiến cho cô thấy bất mãn. Tuy nhiên, cô từng nói trong chương trình truyền hình, sau khi lớn lên nhớ lại cách thức dạy dỗ nghiêm khắc ngày trước của cha cô là đúng, vì vậy bản thân cô ngày nay có thể trở thành cô gái tốt sống ngay thẳng và tuân thủ pháp luật.

## Tác phẩm diễn xuất

### Phim truyền hình
| Phát sóng          | Tên phim                      | Tên phim             | Vai diễn                    | Ghi chú     |
| Phát sóng          | Tiếng Việt                    | Tiếng Trung          | Vai diễn                    | Ghi chú     |
| ------------------ | ----------------------------- | -------------------- | --------------------------- | ----------- |
| TVB                |                               |                      |                             |             |
| 2014               | Danh môn ám chiến             | 名門暗戰             | Mã Tiểu Minh                | Phụ         |
| 2014               | Bát quái thần thám            | 八卦神探             | Tô Thiến Mẫn                | Phụ         |
| 2015               | Xung tuyến                    | 衝線                 | Dương Quang (Moon)          | Chính       |
| 2016               | Thiết mã chiến xa             | 鐵馬戰車             | Bối Tâm Nhu (Bối Tâm)       | Chính       |
| 2016               | Trào lưu giáo chủ             | 潮流教主             | Trương Dật Ninh (Yannes)    | Chính       |
| 2016               | Thuần thục ý ngoại            | 純熟意外             | Ân Nhiên (Eunice)           | Chính       |
| 2017               | Vị tưởng thiên khai           | 味想天開             | Thạch Nhu (Lão Trừu, A Nhu) | Chính       |
| 2017               | Tâm lý truy hung              | 心理追兇 Mind Hunter | Đồng Nguyệt (Moon)          | Chính       |
| 2017               | Thải qua giới                 | 踩過界               | Triệu Chính Muội (chị Điên) | Chính thứ 2 |
| 2018               | Đại soái ca                   | 大帥哥               | Chương Nguyên Uyển          | Chính       |
| 2019               | Thiết Thám                    | 鐵探                 | Chiêu Hỉ Duyệt (Jill)       | Chính thứ 2 |
| 2020               | Đặc cảnh sân bay              | 機場特警             | Tân Khải Tình (anh Tân)     | Chính       |
| 2020               | Sứ đồ hành giả 3              | 使徒行者3            | Đậu Á Hi (A Đâu)            | Chính thứ 2 |
| 2020               | Thải qua giới II              | 踩過界II             | Triệu Chính Muội (chị Điên) | Chính       |
| Thiệu thị huynh đệ |                               |                      |                             |             |
| 2022               | Phi hổ chi Tráng chí anh hùng | 飛虎之壯志英雄       | (Tiểu Ngư)                  | Phụ         |

### Điện ảnh
| Phát sóng | Tên điện ảnh    | Tên điện ảnh | Vai diễn       | Ghi chú |
| Phát sóng | Tiếng Việt      | Tiếng Trung  | Vai diễn       | Ghi chú |
| --------- | --------------- | ------------ | -------------- | ------- |
| 2015      | Kẻ săn bóng đêm | 陀地驅魔人   | Phương Tử Ninh | Phụ     |

## Quảng cáo/ Đại ngôn

### Của TVB
| Năm  | Nội dung                                     |
| ---- | -------------------------------------------- |
| 2014 | Quảng cáo truyền thông mới TVB               |
| 2015 | Tuyên truyền Cuộc thi Hoa hậu Hong Kong 2015 |

### Quảng cáo khác
| Năm  | Nội dung                                                                                           |
| ---- | -------------------------------------------------------------------------------------------------- |
| 2014 | Quảng cáo Huệ Khang《Lai tự huệ khang của bạn》(hợp tác cùng Hồ Phong, La Lan và Trịnh Tuấn Hoằng) |
| 2014 | Quảng cáo Huệ Khang thưởng nguyệt khánh đoàn viên (hợp tác cùng Trịnh Tuấn Hoằng)                  |
| 2014 | Quảng cáo Huệ Khang《Vì bạn tặng》(hợp tác cùng Trịnh Tuấn Hoằng)                                  |
| 2015 | CUPAL Beauty                                                                                       |
| 2016 | Quảng cái OneFM Trung thu (hợp tác cùng Liêu Bích Nhi)                                             |
| 2018 | The body shop                                                                                      |
| 2018 | head＆shoulders                                                                                    |
| 2020 | Gối San hô hiệu Cá ngựa                                                                            |